# Redbad Klijnstra-Komarnicki
Redbad Klijnstra-Komarnicki (Amsterdam, 1969) is een Nederlands-Poolse acteur en toneelregisseur.
Klijnstra-Komarnicki werd geboren als zoon van een Nederlandse vader en een Poolse moeder. Hij deed gymnasium in Amsterdam, maar volgde in Warschau een toneelopleiding. Hij studeerde daar af in 1994 en bleef vervolgens in Polen.
Hij speelde in verscheidene Poolse films, televisieseries en theaters, maar ook in de Duitstalige film Feuerreiter (1998), een internationale coproductie en in een aflevering van de Nederlandse tv-serie De zeven deugden (1999).
In de Poolse televisieserie Na dobre i na złe (In voor- en tegenspoed) speelt hij vanaf 2007 de Nederlandse arts Ruud van der Graaf.
Tegenwoordig woont hij in Warschau. Hij is eigenaar van een café en artistiek leider van het hoofdstedelijk theater Centralny Basen Artystyczny.
Klijnstra-Komarnicki is ook de initiatiefnemer van Festyn O Holender!. Dit is een jaarlijks terugkerend straatfeest in de geest van het Nederlandse Koninginnedag en sinds april 2014 in de geest van Koningsdag, dat sinds 2008 in mei wordt georganiseerd. De locatie is tegenover zijn café in Warschau.
In 2012 speelde hij een rol in de Nederlandse thriller De verbouwing, als de Poolse Stenjek.

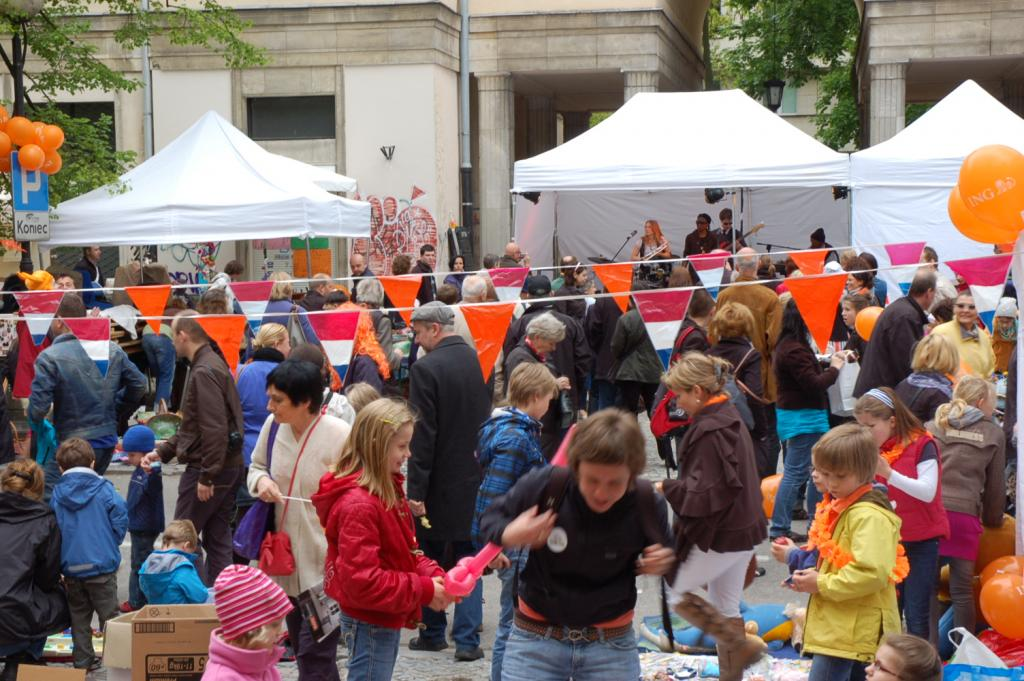
Festyn O Holender! 2010